# A-traktor

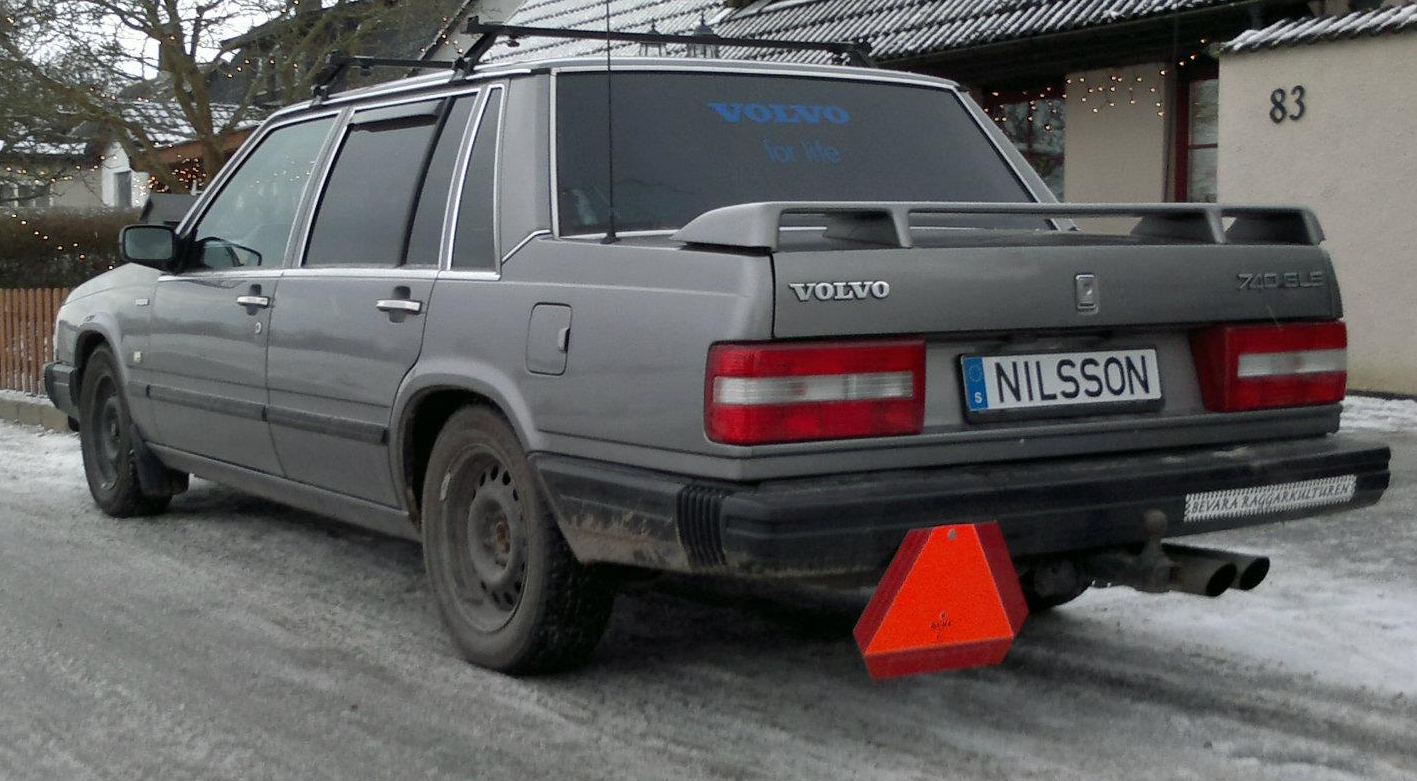
Volvo 740 som "okapad" A-traktor.

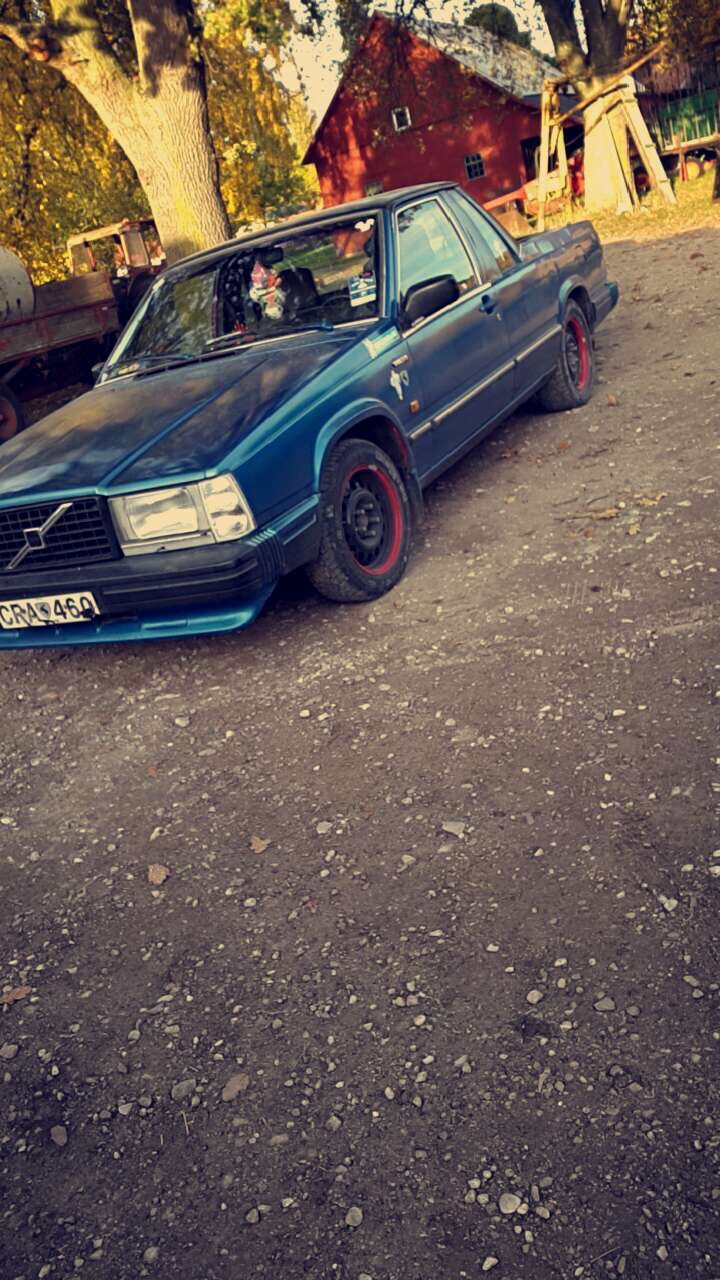
En så kallad "kapad" Volvo 740 A-traktor.

En A-traktor är en modifierad bil som har registrerats som traktor, efter att maxhastigheten begränsats.

## Bakgrund
År 1963 införde Trafiksäkerhetsverket möjligheten att bygga om och registrera en bil eller lastbil till A-traktor som ett alternativ till EPA-traktor. När Trafiksäkerhetsverket i mitten av 1970-talet skulle avskaffa möjligheten att nyregistrera en EPA-traktor och föreskrev att de redan existerande skulle få finnas kvar i en treårsperiod innan de måste skrotas, blev det protester som gjorde att verket tvingades tänka om. Nyregistrering av EPA-traktorer förbjöds 31 mars 1975 men i stället tog A-traktorreglerna över helt, och en årlig besiktning infördes för de kvarvarande EPA-traktorerna. Förkortningen "A" står för traktor klass A (vägtraktor, numera klass I; klass B är jordbrukstraktor, numera klass II), som numera får köras från 15 års ålder med AM-körkort.
Den principiella skillnaden mellan EPA-traktorn och A-traktorn är att A-traktorn måste vara konstruerad för en maxhastighet av 30 km/h +/- 10%, medan EPA-traktorn skulle vara konstruerad med ett visst utväxlingsförhållande (10:1). Bilen ska vara ombyggd så att det är uppenbart att den inte längre är avsedd för person- eller godstransport. Ett säte för en eller två passagerare bredvid föraren får dock finnas. Bilens ursprungliga kupé och karosseri ska behållas, men måste i förekommande fall kortas av så att utrymmet bakom framsätena inte kan rymma passagerare eller gods. Denna typ av fordon kallas fortfarande i folkmun för EPA-traktor.
I augusti 1978 infördes det en frivillig varningsskylt för Långsamt gående fordon (LGF) för A-traktorer, men från och med den 1 januari 1982 är det krav att ha en sådan skylt baktill på fordonet.

## Säkerhet
Kravet på förarhytt eller störtbåge infördes för A-traktorn den 1 juli 1970, och på 1990-talet infördes hårdare krav på hållfasthet.
Förarhytten måste även efter eventuell ombyggnad ha stabila väggar och tak.
Saknas förarhytt kan en skyddsbåge godtas, men den ska då förses med bland annat väggar, tak, värme och defroster. Skyddsbågen skall kunna motstå statisk belastning motsvarande dubbla tjänstevikten.

## Regler

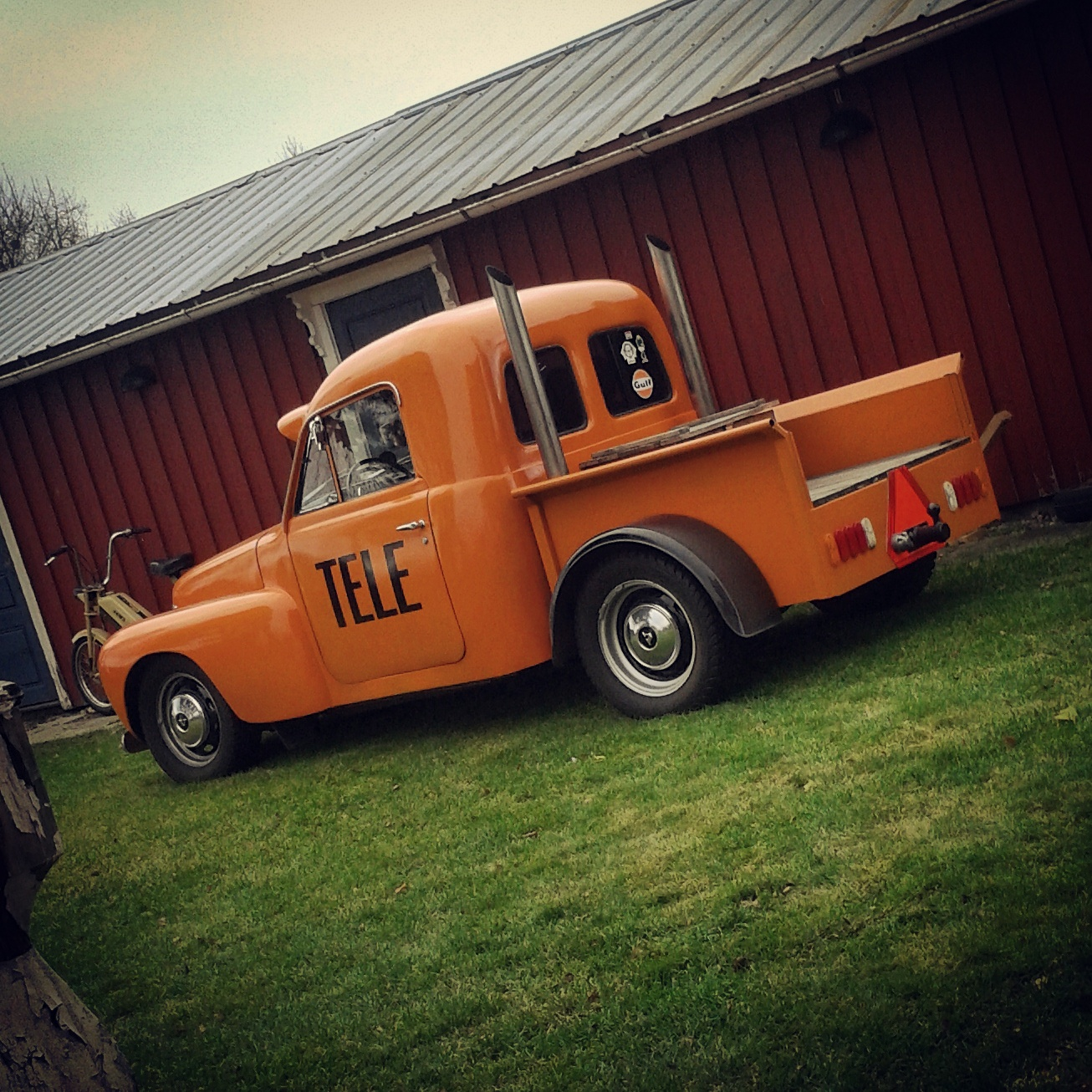
Duett A-traktor

Besiktningsplikt på A-traktor gäller sedan 20 maj 2018. Första besiktningen ska göras inom fyra år från att fordonet togs i bruk. Därefter ska fordonet besiktigas inom två år efter föregående besiktning.
Fordonet ska vara tydligt avsett som dragfordon, vilket gör att det krävs dragkrok. Fordonet räknas som lämpligt som dragfordon om:
1. fordonets tjänstevikt är 2 000 kg eller högre, eller
2. ursprungsfordonet är konstruerat för en släpvagnsvikt av minst 1 000 kg.

Vidare skulle det inte vara avsett för transport av gods eller "personbefordran", varvid det maximalt fick finnas plats för en passagerare (exkl förare). Även flakets storlek var begränsat. Kravet på ram togs bort och därför kan A-traktorer även byggas på modernare bilar. Fjädring får finnas på en A-traktor.
Kravet på A-traktorn som kom 1975 gick ut på att den skulle kunna köras med det varvtal, som enligt motorfabrikanten gav det högsta vridmomentet, ändå skulle fordonet inte kunna framföras fortare än 30 km/h. Lösningen blev i de flesta fall att kardanaxeln kapades av och att man placerade ännu en växellåda under bilen, vari man hade lagt i ettans växel. Därutöver kunde man behöva spärra någon av växlarna på den främre växellådan, samt strypa motorns insugskanaler så att den blev omöjlig att varva så mycket att den gick fortare än 30 km/h. 
På de svenska bilskrotarna fanns riklig tillgång på växellådor av M40-modellen vilka satt i Duett, PV, Amazon samt hela Volvo 140-serien. Många växellådor gick åt när ungdomarna hade en "besiktningslåda" vari man svetsat och / eller förstört vissa drev på ett seriöst sätt för att hindra användande av vissa växlar. I dagligt bruk hade man sedan en annan växellåda vari man gjort en finurlig anordning så att man kunde använda alla växlar men genom olika manöver snabbt få växellådans 3:e och 4:e växel spärrad ifall man blev kontrollerad av polisen. Ofta har den bakre växellådan fyrans växel i eftersom ettans då blir omöjlig att köra på. A-traktorn har ingen begränsning i antalet växlar, men på lägsta växeln skall den göra högst 10km/h +/-10% samt på högsta 30km/h +/- 10%. Men det går att få dispens på kravet om högsta hastighet på lägsta växeln.
Kravet "Konstruktionsmässigt max 10 km/h vid 2/3 av det varvtal där motorn lämnar maxeffekt på lägsta växeln" togs bort med ikraftträdande 15/7 2020 och gäller fordon som inställs för registreringsbesiktning efter detta datum. Fordon som godkänts tidigare i ett visst utförande och utväxlingsförhållande behöver inställas för ny registreringsbesiktning och bedömning om det registrerade utförandet ändras. Om A-traktorn är registrerad med dubbla växellådor och hastighetsregulator så behövs ingen registreringsbesiktning för att ta bort ena växellådan.
Numera är det möjligt att  registreringsbesiktiga en A-traktor med enkel växellåda med hastighetsregulator, till exempel äldre fordon som Volvo 740/940. Moderna fordon kan få sin hastighetsbegränsning genom omprogrammering av motorns styrdon (till exempel ECU).
De "äkta EPA-traktorerna" är ett uttryck som syftar på de äldre som registreringsbesiktigats före den 31 mars 1975 och vars bakaxel saknade fjädring. De går inte att registrera idag men är möjliga att använda i besiktningsdugligt skick. Den som blir ertappad med att ha fuskat med utväxlingen på en sådan traktor får inställa sig till registreringsbesiktning och då ombyggd som A-traktor, vilket kraftigt försämrar värdet på traktorn, då det blir en A-traktor utan fjädring.

## Statistik
Högst A-traktortäthet har Dalarnas län, där antalet A-traktorer uppgår till 92 per 10 000 invånare. Flest A-traktorer till antalet har Västra Götalands län med 5 344.